# Almudena Suárez
Almudena Suárez Rodríguez es una académica española conocida por sus contribuciones al campo de la ingeniería eléctrica y de microondas. Actualmente ocupa el cargo de Catedrática de la Universidad de Cantabria en Santander, Cantabria, España. Desde 2012, es miembro académico del Instituto de Ingenieros Eléctricos y Electrónicos (IEEE) Fellow por su trabajo en conceptos de estabilidad aplicados al diseño asistido por ordenador de circuitos de microondas no lineales.

## Educación, carrera e investigación.
Obtuvo un doctorado en Ciencias Físicas por la Universidad de Cantabria en 1992 y el doctorado en Electrónica por la Universidad de Limoges, Francia, en 1993, con la distinción «Très honorable avec félicitations du jury».
En reconocimiento a su trabajo, el Instituto de Ingenieros Eléctricos y Electrónicos (IEEE) la nombró miembro distinguido en 2012 (English: Fellow Member). El IEEE destacó sus contribuciones al avance de conceptos de estabilidad en el diseño asistido por ordenador de circuitos de microondas no lineales.
Entre 2006 y 2008, Suárez fue conferenciante distinguida (IEEE Distinguished Microwave Lecturer) de la sección del IEEE dedicada al desarrollo de la teoría y tecnología de las microondas (Microwave Theory and Techniques Society o IEEE MTT-S) durante 2006-2008. En 2004-2005 fue profesora invitada en el Instituto de Tecnología de California.
En octubre de 2022, fue nombrada editora en jefe de la revista IEEE Transactions on Microwave Theory and Techniques. También fue editora en jefe de la revista International Journal of Microwave and Wireless Technologies de la editorial Cambridge University Press entre 2013 y 2018. Fue miembro de la Junta Directiva de la Asociación Europea de Microondas (EuMA) de 2012 a 2020 y presidenta del Comité de Publicaciones de la misma asociación de 2021 a 2023.

## Obra
Almudena Suárez ha publicado más de 100 artículos en publicaciones científicas. Es autora de la obra Analysis and Design of Autonomous Microwave Circuits, de la editorial John Wiley & Sons y coautora de Stability Analysis of Nonlinear Microwave Circuits (Artech-House Publishers). 